# Krakel Spektakel
För andra betydelser, se Krakel Spektakel (olika betydelser).
Krakel Spektakel är en fiktiv person i flera barnböcker av Lennart Hellsing. I den första boken, Nyfiken i en strut från 1947, berättas om hur han tillsammans med Kusin Vitamin köper en klubba, och att de båda är fyra år gamla. Av Stig Lindbergs illustrationer att döma är han dock närmare åtta–nio år. Krakel Spektakel förekommer sedan i många av Hellsings böcker, och några Krakel Spektakel-böcker är sagor och verser från Nyfiken i en strut, vilka blivit fristående böcker. 
Krakel Spektakel har även tecknats av Poul Ströyer. I filmen Krakel Spektakel från 2014 spelas han av den vuxne Anton Lundqvist.
Sången "Krakel Spektakel", med text av Lennart Hellsing och musik av pianisten och musikkritikern Knut Brodin (1896–1986), publicerades 1947 i Nyfiken i en strut.

## Publikation
- Nyfiken i en strut, 1947
- Barnvisboken, 1977
- Barnvisor och sånglekar till enkelt komp, 1984
- Barnens svenska sångbok, 1999, under rubriken "Sånger för småfolk".